# Hemicyclopora polita
Hemicyclopora polita is een mosdiertjessoort uit de familie van de Escharellidae. De wetenschappelijke naam van de soort is, als Lepralia polita, voor het eerst geldig gepubliceerd in 1864 door Norman.